# Pablo Areguatí
Pablo Areguatí (Misiones guaraníes, 1780 - Ciudad de Buenos Aires, 1831) fue un militar y funcionario argentino de origen guaraní, nacido en el pueblo de San Miguel Arcángel, en las Misiones Orientales que hoy pertenecen a Brasil. Fue el tercer y último comandante militar de las islas Malvinas como parte de las Provincias Unidas del Río de la Plata (actualmente Argentina) entre el 2 de febrero y agosto de 1824, reemplazando a Guillermo Mason. Había llegado a las islas en 1823.
En este entonces era capitán de milicias de Entre Ríos y había sido el primer alcalde del pueblo guaraní de Mandisoví por disposición de Manuel Belgrano del 6 de abril de 1811.
Areguatí tenía particular educación para su condición indígena y época y a lo largo de su vida escaló entre puestos militares y de gobierno.

## Biografía

### Primeros años
Nació en una reducción jesuítica, siendo hijo de Pascual Areguatí, un cacique guaraní corregidor de San Miguel. En 1793 fue enviado a Buenos Aires donde ingresó en el Real Colegio de San Carlos con una beca brindada por el virrey Gabriel de Avilés y del Fierro para que estudiara gramática, lógica, filosofía y teología. Vivió en Concepción del Uruguay y en Yapeyú y fue cabo del cuerpo de Patricios y granadero. Su hermano Pedro Antonio (que luego participaría en 1825 en la expedición de los Treinta y Tres Orientales) también estudió en el colegio de Buenos Aires. Areguatí no finalizó sus estudios religiosos, desempeñándose como comerciante en Entre Ríos.

### Mandisoví
De paso en su expedición al Paraguay, desde Curuzú Cuatiá el general Manuel Belgrano dictó un decreto el 16 de noviembre de 1810 organizando el pueblo de Mandisoví. Al regresar de la campaña al Paraguay, Belgrano nombró a Areguatí como alcalde y comandante de milicias del nuevo poblado. En 1811 bandas irregulares luso-brasileñas cruzaron el río Uruguay y en agosto el capitán Joaquim Felix de Fonseca se apoderó de Mandisoví, expulsando al alcalde Areguatí. El 9 de junio de 1811 Areguatí le había comunicado a Belgrano que desde San Borja había partido «un gran ejército de entre 4.000 y 5.000 hombres, por la cuchilla Grande hacia Montevideo». La fuerza fue denominada Ejército Pacificador de la Banda Oriental (en idioma portugués: Exército de Pacificação da Banda Oriental). El 29 de noviembre de 1811, las fuerzas del teniente gobernador de Corrientes, Elías Galván, al mando de José Ignacio Añasco expulsaron de Mandisoví a los luso-brasileños, recuperando su control para los rioplatenses. Areguatí colaboró con información sobre los movimientos de los portugueses.
A mediados de 1813 se produjo la rebelión de Domingo Manduré, partidario de José Gervasio Artigas, y del fray José Leonardo Acevedo contra Areguatí, que se extendió rápidamente a Yapeyú, La Cruz y finalmente a toda la ribera occidental misionera del río Uruguay. El «teniente gobernador de todos los pueblos de Misiones» Bernardo Pérez Planes acudió en ayuda de Areguatí desde Yapeyú, pero el 28 de agosto de 1813 fue sitiado en Mandisoví por Manduré y Félix Carrasco y 8 días después rompió el sitio para replegarse.
En julio de 1814, Gervasio Posadas, director supremo de las Provincias Unidas del Río de la Plata, lo ascendió a capitán de milicias de Entre Ríos y Santa Fe. Areguatí se había puesto del lado del poder central de Buenos Aires, por lo que «había estado muy activo procurando contener a los rebeldes, disolviendo sus reuniones y ejerciendo toda su influencia contra la causa artiguista, ganándose la animosidad de Manduré y sus lugartenientes». La postura le valió el reconocimiento de las autoridades centrales porteñas.
En agosto de ese año, Manduré sitió y atacó Mandisoví con su tropa. Areguatí estuvo seis años prisionero en Brasil y fue baquiano del caudillo oriental Juan Antonio Lavalleja. Más tarde permaneció en la provincia de Santa Fe y luego arribó a la ciudad de Buenos Aires, vinculándose con comerciantes.

### Malvinas

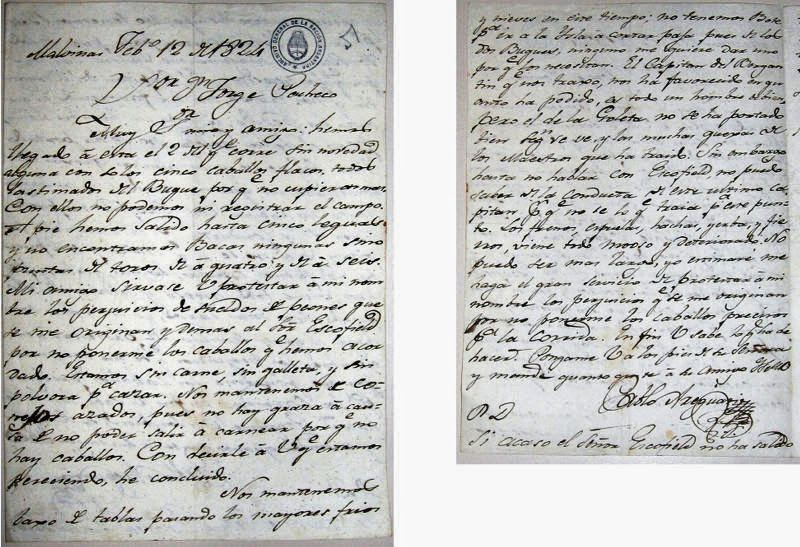
Carta de Pablo Areguatí del 12 de febrero de 1824 describiendo el estado delicado de la expedición a las islas de 1824.

En 1823 el comerciante bonaerense Jorge Pacheco presentó una solicitud ante el gobierno de la provincia de Buenos Aires (las Malvinas conformaban parte de dicha provincia) para explotar el usufructo de las carnes, cueros y ganado vacuno de las islas Malvinas, que habían sido tomadas formalmente bajo posesión argentina el 6 de noviembre de 1820, haciéndose cargo de la «refacción de los edificios para tenerlos a disposición de las autoridades cuando éstas lo necesitasen». Se asoció con Luis Vernet, Robert Schofield (mercader de Montevideo de origen británico), y con Areguatí. Areguatí, ya retirado de las labores militares, pidió ser nombrado comandante de las islas y obtuvo el cargo poco tiempo después, en 1824.
La concesión fue aprobada por el decreto del 28 de agosto de 1823 firmado por Martín Rodríguez y Bernardino Rivadavia. El cargo era el de «comandante de Soledad», con el fin de «que se conserve el orden y se eviten excesos».
Pacheco solicitó al gobierno de Buenos Aires el nombramiento de Areguatí como nuevo comandante militar de las Malvinas para imponer autoridad en la zona:

Excelentísimo Señor

 El ciudadano Jorge Pacheco a V.E. con su conocido respeto dice: que ya próxima a zarpar la expedición al Puerto de la Soledad de Malvinas a elaborar el usufructo de esta Isla con que la bondad de V.E. le agració, marcha con ella el capitán de Milicias retirado don Pablo Areguatí por el convenio que ha precedido entre ambos y como para el respeto de los peones y buques extranjeros convendría a los intereses del Estado y del suplicante el que hubiese una autoridad. V.E. se ha de servir darle el título de Comandante de aquel puerto sin sueldo alguno al dicho capitán. De este modo Señor Excelentísimo se posesiona la Provincia de aquella abandonada Isla, y aún hace que paguen los buques el derecho de anclaje, de que escrupulosamente se dará cuenta al Erario: porque Areguatí piensa formar de los mismos peones una Compañía de Cívicos con sus cabos y sargentos, para darle a esta operación toda la representación posible en obsequio de una propiedad de la Patria, llevando las armas y municiones de cuenta de la negociación; y si V.E. hubiese a bien destinar algunos cañones de hierro, para defender al puerto de incursión, de piratas en aquellas abandonadas baterías, serían reparadas y puestas en aptitud de que sirvan al Gobierno, cuando quiera restablecer el presidio. 
Yo he proyectado el domesticar ganado y poner con ellos una estancia en que apacenten hasta dos mil ovejas merinas, con el fin de hacer progresivas estas lanas al país; y para que se vea con la exactitud que cumpliré este ofrecimiento, hago esta petición subscripta por los fiadores que presento a V.E. suplicándole que para la realización de este proyecto, se sirva en virtud de sus altas y omnímodas facultades hacerme gracia y merced de los necesarios terrenos que ocuparé en tan abultados deberes; ordenando al comandante que he propuesto me dé posesión de ellos, como a un ciudadano de esta Provincia, quien defenderá aquel territorio como una propiedad sagrada de este Estado. Yo creo Exmo. Señor, que mi solicitud está caracterizada de la conveniencia y de la justicia, que pueden merecer la aceptación de V.E., y en esta confianza. 
A V.E. pido y suplico, que habiéndome por presentado, y en mérito de lo expuesto, se sirva proveer como he indicado y es de justicia que imploro.

 
Luis Vernet (Firma y rúbrica).

Jorge Pacheco (Firma y rúbrica).

Buenos Aires 18 de diciembre de 1823.

En febrero de 1824 la expedición dirigida por Areguatí arribó al Puerto Soledad en la isla Soledad. Areguatí llegó con Emilio Vernet, hermano de Luis. Areguatí había aceptado no cobrar sueldo del gobierno, a cambio de poder criar su propio ganado.
Al poco tiempo los problemas se acumularon: entre estos constituía un impedimento insalvable el hecho de que los cinco caballos que habían sobrevivido al viaje se hallaban enfermos, y demasiado débiles como para ser útiles en las labores de caza; por otro lado, estos animales no eran del todo aptos para correr en el suelo malvinense, rico en turba blanda, por lo que debían ser especialmente entrenados. La expedición regresó a Buenos Aires en agosto de 1824. Schofield murió de alcoholismo poco después, y Pacheco quedó desilusionado con las extremas dificultades de la empresa, por lo que decidió limitarse a su aspecto financiero, dejando la colonización en manos de Vernet.
En julio de 1824 regresó a la ciudad de Buenos Aires, donde presentó detalles de su actuación. En agosto del mismo año renunció al cargo de comandante de la isla Soledad. Hacia 1830 estaba ocupando un alto cargo en la Aduana de Buenos Aires. En esa ciudad se había casado y falleció más tarde en 1831 siendo oficial de justicia de la Receptoría General.